# 林芳郁
林芳郁（1950年7月8日—），臺灣宜蘭縣人，臺灣心臟外科醫師，曾任行政院衛生署署長、臺大醫院院長、臺北榮民總醫院院長、亞東紀念醫院院長。

## 早年
林芳郁先後畢業於國立宜蘭高級中學初中部及臺北市立建國高級中學高中部，1968年，考取國立臺灣大學醫學系，自臺大醫學院畢業後，任職於臺大醫院，同時於臺大醫學院臨床醫學研究所進修，1989年，獲得医学博士的學位。
1995年，升任為教授，兩年後，出任急診部主任；期間歷任臺大醫院副院長、急救加護醫學會、臺灣醫學會及公立醫院協會的理事長，2004年8月，接任臺大醫院院長。

## 從政
2008年5月，馬英九就任中華民國總統後，被任命為衛生署署長，但同年9月因中國大陸毒奶製品污染事件，參與會商在三聚氰胺檢測標準的專家認為檢測儀器有其誤差下限，以當時技術無法檢出一定比例以下的三聚氰胺，因此主張採香港的2.5ppm為標準，但民眾普遍表示無法接受此過於寬鬆的標準，受此事件影響請辭下台，成為史上任期最短的衛生署長。

## 回歸民間
2009年1月，接任臺北榮民總醫院院長。2015年8月1日就任亞東紀念醫院院長，2021年7月卸任。

## 專長領域
- 心臟外科
- 血管外科
- 急診醫學

## 獲獎
- 財團法人青杏文教基金會「呂耀卿教授醫學獎」
- 瑞典Eric K. Fernstrom心房顫動研討會「青年研究者獎」
- 北美臺大醫學院校友基金會「最佳臨床醫學教師獎」

## 個人生活
已婚，妻子為大學同窗，整形醫師林靜芸。子為台灣大哥大總經理林之晨。女為整形外科醫師林之昀。

## 外部連結
- 林芳郁的Facebook專頁

| 中華民國政府職務 | 中華民國政府職務                                 | 中華民國政府職務                   |
| ---------------- | ------------------------------------------------ | ---------------------------------- |
| 行政院           |                                                  |                                    |
| 前任： 侯勝茂    | 衛生署署長 第十一任 2008年5月20日－2008年9月25日 | 繼任： 宋晏仁（代理） 正任：葉金川 |